# Postignano (Nocera Umbra)
Postignano è una frazione del comune di Nocera Umbra (PG).

## Territorio
Data la sua posizione, che osserva la città di Nocera e un vasto territorio, in epoca longobarda fu scelto come luogo di presidio fortificato e sicuro da incursioni nemiche; la sua importanza era data anche, dalla vicinanza alla Via Flaminia, attraverso cui transitavano eserciti e viandanti diretti verso Roma.

## Storia
I primi abitanti del castello furono nobili longobardi, discendenti dai conti di Nocera Umbra e dai Monaldeschi di Orvieto. Intorno all'anno 1150 vi nacque san Rinaldo, che fu poi vescovo di Nocera, figlio primogenito del conte del luogo, Napoleone, la cui sposa (secondo un'antica tradizione) si chiamava Lucrezia. Dall'anno della morte del santo (9 febbraio 1217), Postignano è entrato per sempre nella storia di Nocera e della Chiesa.
Il castello, abitato fino a tutto il XIV secolo, venne poi in possesso della Camera Apostolica, come risulta dai Registri Vaticani, che lo dava in affitto a chi ne avesse fatto richiesta. Nel XVI secolo divenne pericolante, fu abbandonato e con il materiale delle muraglie furono costruite alcune case per i contadini dei terreni circostanti, che vi restarono fino intorno al 1950. Abbandonato del tutto, ora anche da lontano sono visibili le sue imponenti rovine.